# ريان خان
ريان خان (بالإنجليزية: Ryan Kahn)‏ هو مقدم تلفزيوني أمريكي، ولد في 10 نوفمبر 1977 في Newport Coast, Newport Beach ‏ في الولايات المتحدة.